# Filip Stanisavljević
Filip Stanisavljević (in serbo Филип Станисављевић?; Požarevac, 20 maggio 1987) è un calciatore serbo, centrocampista del Podunavac Ritopek.

## Carriera

### Club
Il 1º luglio 2015 viene acquistato a titolo definitivo dalla squadra greca del Platanias.